# أنطونيو جوستوزي
أنطونيو جوستوزي (بالإيطالية: Antonio Giustozzi) هو باحث وكاتب ومحلل سياسي إيطالي من مواليد 1964 في رافينا بإيطاليا، حاصل على درجة الدكتوراه من كلية لندن للاقتصاد والعلوم السياسية، ومؤلف للعديد من الكتب عن أفغانستان، وهو حاليًا زميل أبحاث أول في المعهد الملكي للخدمات المتحدة.

## مؤلفاته
ألف أنطونيو جوستوزي مؤلفات كثيرة عن أفغانستان، منها الحرب والسياسة ولمجتمع في أفغانستان عام 1987 - 1994، وكلاشينكوف وأجهزة الكمبيوتر المحمول: تمرد طالبان جديد 2002 - 2007، وإمبراطوريات الطين: الحرب وأمراء الحرب في أفغانستان، والشرطة في أفغانستان، وجيش أفغانستان، والدولة الإسلامية في خراسان، وطالبان في الحرب وغيرها. كما قام بتأليف مجلد عن دور الإكراه والعنف في بناء الدولة. وقام أيضاً بتحرير مجلد عن طالبان فكر شفرة حركة كالبان الجديدة يعرض فيه مساهامات من متخصصين من خلفيات مختلفة، وآخر عن عمليات نزع السلاح والتسريح وإعادة الإدماج. ونشر مؤخراً في عام 2023م "استيلاء طالبان على السلطة: التأثير على المنظمات المتطرفة وعلى جماهير الاتحاد الأوروبي المعرضة لخطر التطرف" بمشاركة بترا ريجيني.